# Atlantisches Hasenglöckchen
Das Atlantische Hasenglöckchen (Hyacinthoides non-scripta), auch Englisches Hasenglöckchen, ist eine früh blühende Zwiebelpflanze (Geophyt) aus der Gattung der Hasenglöckchen (Hyacinthoides) in der Familie der Spargelgewächse (Asparagaceae). Diese westeuropäische Art wird zerstreut in Gehölzgruppen als Zierpflanze sowie als Schnittblume genutzt. Sie ist seit 1594 in Kultur.

## Merkmale
Das Atlantische Hasenglöckchen ist eine ausdauernde, krautige Pflanze, die Wuchshöhen von 15 bis 40, zuweilen bis zu 50 Zentimeter erreicht. Dieser Geophyt bildet Zwiebeln als Überdauerungsorgane, deren Durchmesser etwa 1 bis 1,5 Zentimeter beträgt. Daraus entwickeln sich im Frühjahr drei bis sechs grundständige, linealische Laubblätter. Sie werden 20 bis 50 Zentimeter lang und 7 bis 15, zuweilen bis 25 Millimeter breit.
Der Blütenstandsschaft ist rund und glatt. Der aus sechs bis zwölf Einzelblüten bestehende traubige Blütenstand ist schwach einseitswendig und hängt an der Spitze nickend über. Die 14 bis 20 Millimeter langen, zwittrigen Blüten sind hängend, gestielt und stark duftend. Die Blütenhülle ist schmal glockig mit stark zurück gekrümmten Zipfeln. Seine Farbe ist dunkelblau, selten weiß oder rötlich. Die äußeren Staubblätter sind in der Mitte der Blütenhüllblätter angeheftet und länger als die inneren. Die Staubbeutel sind cremeweiß. 
Das Atlantische Hasenglöckchen blüht von April bis Mai.
Die Chromosomenzahl beträgt 2n = 16, seltener 24.

## Vorkommen

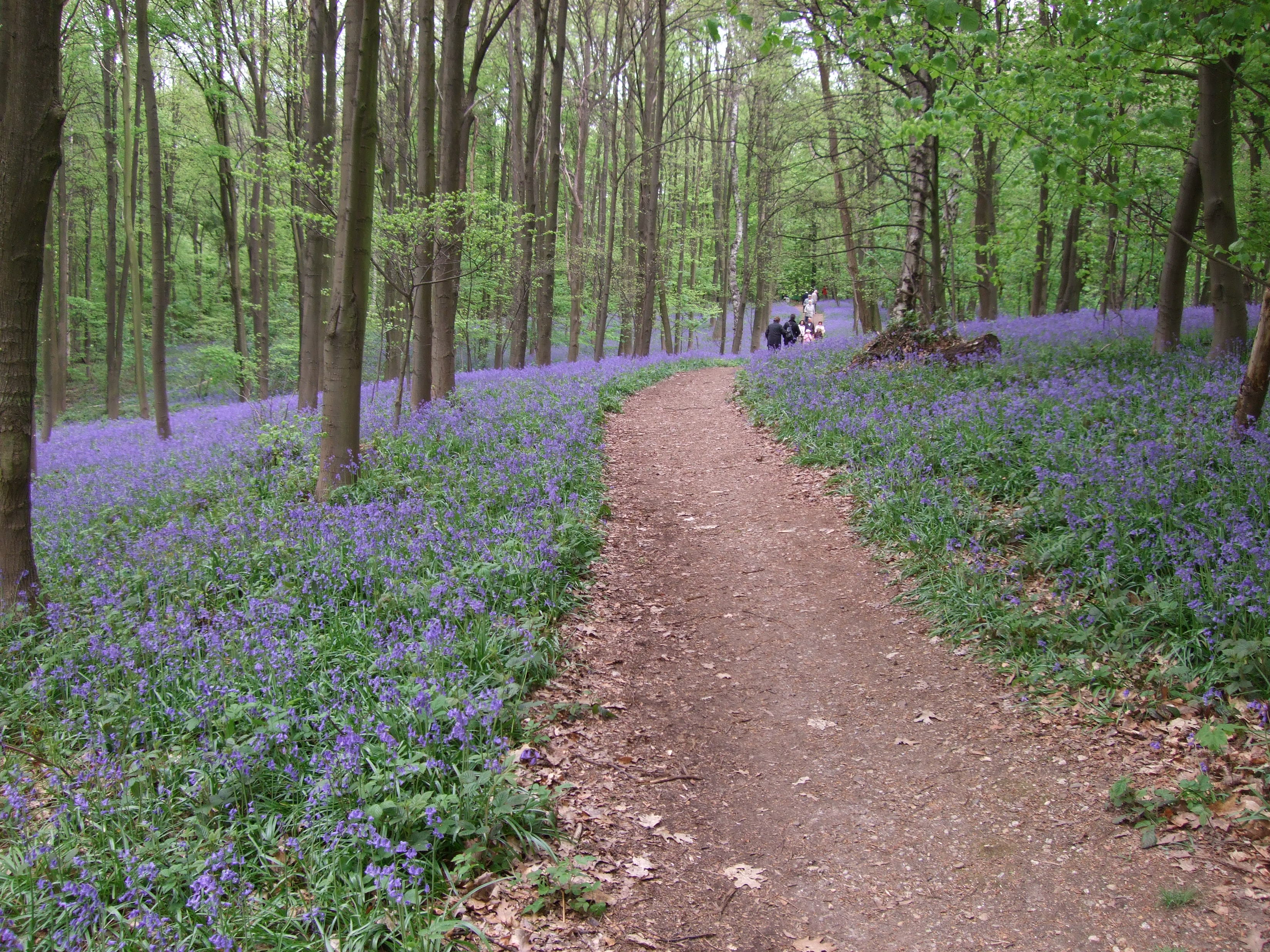
Der „Wald der blauen Blumen“ zwischen Doveren und Baal (2008)

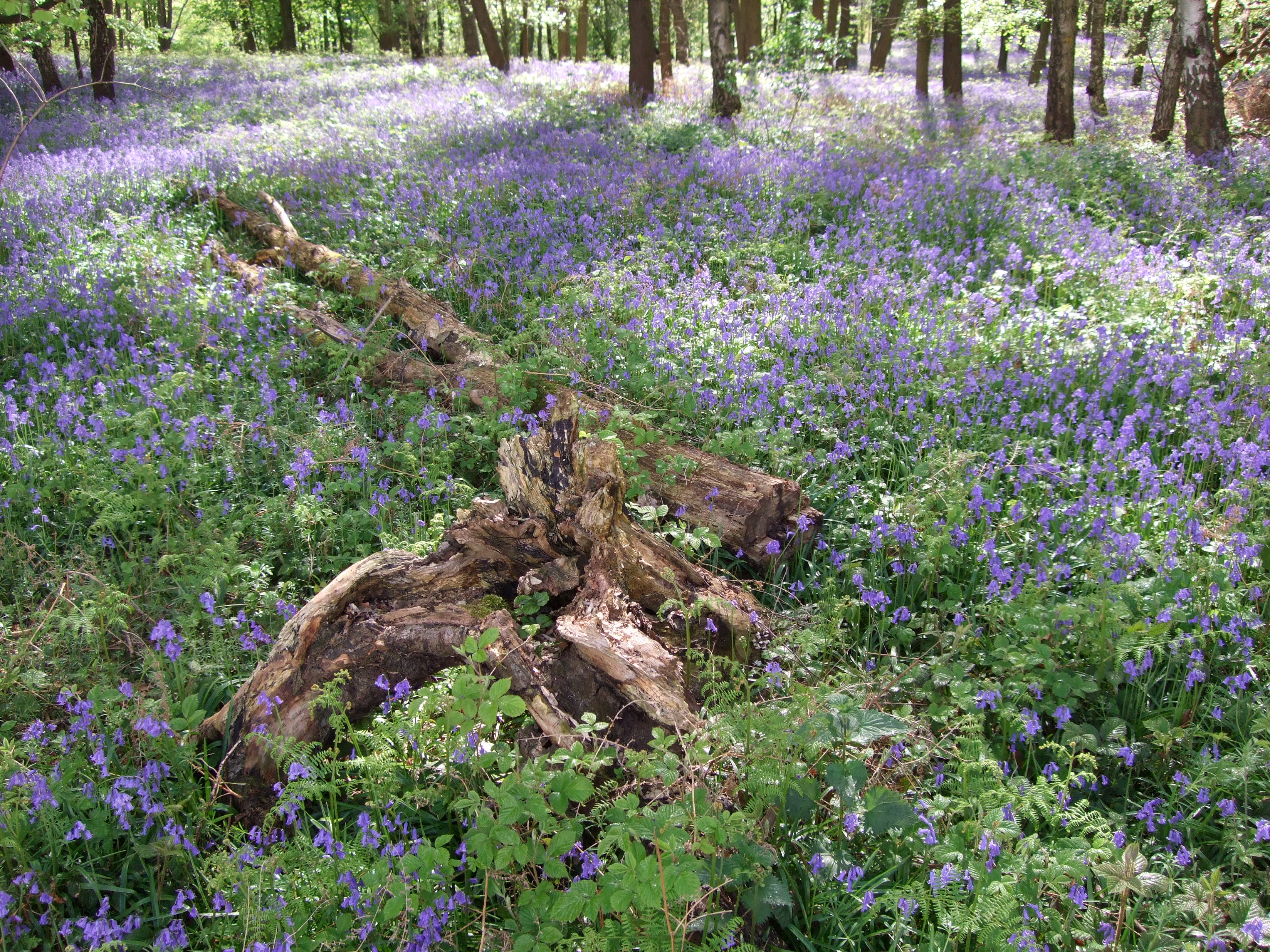
Hasenglöckchen bei Doveren, fotografiert am Maifeiertag 2008

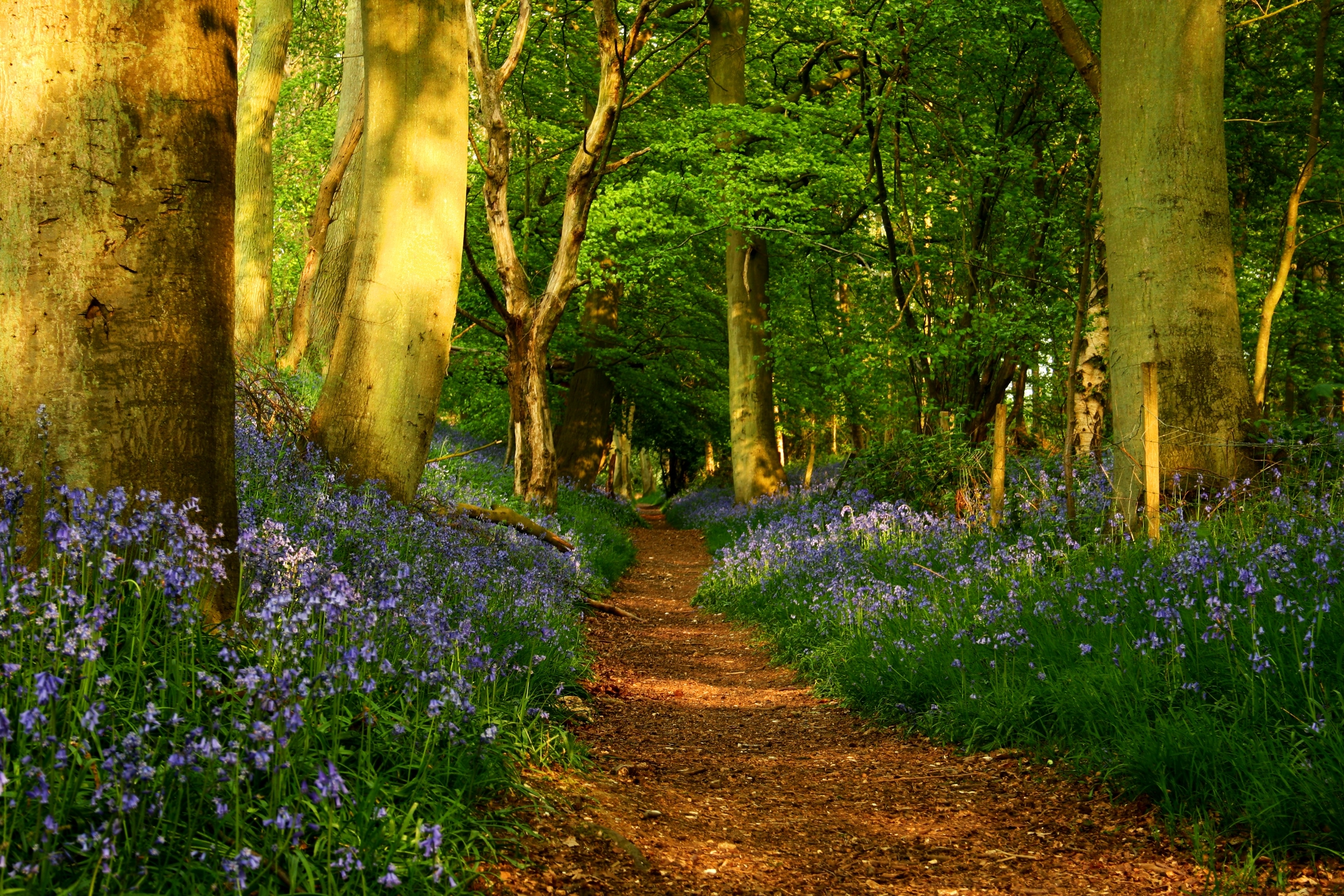
Vorkommen in England

Das Atlantische Hasenglöckchen kommt indigen in Westeuropa entlang der Atlantikküste von Mittel- und Nord-Portugal, in West- und Nord-Spanien sowie über Frankreich nach Irland und Großbritannien bis in Schottland vor. Hier wächst die Art in frischen, nährstoffreichen Wäldern, wo sie vor allem in Großbritannien oft einen auffälligen Frühjahrsaspekt bildet. 
In Zentraleuropa und Nordamerika wurde sie zumeist über Verwilderungen aus Gartenkulturen eingebürgert. 
In Belgien ist der Hallerbos bekannt für seinen Hasenglöckchen-Bestand.
In Deutschland finden sich die größten Standplätze des Atlantischen Hasenglöckchens in Nordrhein-Westfalen und Niedersachsen. Ein besonders ausgeprägtes Areal ist das Naturschutzgebiet Am hintersten Berg zwischen Doveren und Baal bei Hückelhoven, Kreis Heinsberg. Naturschützer gehen dort davon aus, dass es nicht durch ausgewilderte Gartenpflanzen entstanden ist. Weitere Flächen sind der Kellenberger Kamp und der Gillenbusch, beide im Kreis Düren zu finden. Alle größeren Bestände befinden sich in lichten, hohen Laubwäldern, die durch Pflegemaßnahmen vor Verbuschung gesichert werden.

## Taxonomie
Synonyme für Hyacinthoides non-scripta sind: Endymion non-scriptus (L.) Garcke, Hyacinthus non-scriptus L. und Scilla non-scripta (L.) Hoffmanns. et Link
Das Atlantische Hasenglöckchen bildet mit dem Spanischen Hasenglöckchen (Hyacinthoides hispanica) den morphologisch schwer abgrenzbaren und duftlosen Bastard Hyacinthoides hispanica × Hyacinthoides non-scripta = Hyacinthoides ×massartiana Geerinck (Synonym: Hyacinthoides ×variabilis P.D.Sell). Diese Hybride ist sehr variabel in ihren Merkmalen, steht aber in ihrer Merkmalsausprägung dem Spanischen Hasenglöckchen näher. Kultivierte und verwilderte Pflanzen gehen oft auf diesen Bastard zurück.

## Gefährdung und Schutz
Das Atlantische Hasenglöckchen gilt europaweit als nicht gefährdet. Es ist jedoch nach der Bundesartenschutzverordnung (BArtSchV) in Deutschland besonders geschützt. Nach dem Wildlife and Countryside Act von 1981 ist die Art in Großbritannien besonders geschützt, wobei das Pflücken legal ist, jedoch die Entnahme durch Ausgraben in Wildbeständen zu kommerziellen Zwecken geahndet wird.